# Psilopeganum sinense
Psilopeganum sinense es una especie de planta fanerógama perteneciente a la familia  Rutaceae.
Es la única especie del género Psilopeganum Hemsl. y una de las 50 hierbas fundamentales usadas en la medicina tradicional china donde se la conoce con el nombre chino de: 山麻黄; pinyin: shān má huáng, que no debe ser confundido con  ma huang.  Es nativo de  Hubei, provincia central de China, donde está tratada en peligro de extinción.  Un ejemplar existe en el Jardín Botánico de Nueva York. Archivado el 2 de octubre de 2006 en Wayback Machine.

## Taxonomía
Psilopeganum sinense fue descrita por (Kiaersk.) Alain y publicado en Memoirs of The New York Botanical Garden 21(2): 138. 1971.
Sinonimia
- Calyptropsidium sintenisii Kiaersk.
- Mitropsidium sintenisii (Kiaersk.) Burret	[2]